# Que Sentimiento!
Que Sentimiento! es el séptimo álbum de estudio de Héctor Lavoe en su carrera como solista y fue publicado en 1981 por el sello Fania Records. Esta fue la primera y única producción hecha por Lavoe durante su carrera musical.  

## Grabación
Aparte de los temas que aparecen es este álbum, también se grabó la canción Tu Bien Lo Sabes que apareció posteriormente en el álbum recopilatorio del mismo nombre lanzado el 2001.
En el año 1981, Héctor Lavoe tenía inquietudes de hacer bolero con un toque orquestal y el tema Tu Bien Lo Sabes fue la oportunidad perfecta para que Lavoe produzca este trabajo que fue arreglado por Luis “Perico” Ortíz.

## Lista de canciones
| N.º | Título                                                          | Compositor(es)                 | Duración |  |
| 1.  | «Amor Soñado» (Arreglos musicales por: Louie Ramírez)           | José Nogueras                  | 5:35     |  |
| 2.  | «Lo Dejé Llorando» (Arreglos musicales por: José Febles)        | Sammy Ayala                    | 4:44     |  |
| 3.  | «Juventud» (Arreglos musicales por: Louie Ramirez)              | Marcelino Guerra               | 2:15     |  |
| 4.  | «Yo Ta' Cansa» (Arreglos musicales por: Edwin Torres)           | J. Blanco y M. Guerra          | 7:37     |  |
| 5.  | «Soy Vagabundo» (Arreglos musicales por: Luis Cruz)             | Enildo Padrón                  | 5:55     |  |
| 6.  | «El Son» (Arreglos musicales por: Luis "Perico" Ortiz)          | D.R.                           | 6:04     |  |
| 7.  | «Seguiré Mi Viaje» (Arreglos musicales por: José Febles)        | Álvaro Carrillo                | 4:02     |  |
| 8.  | «No Hay Quien Te Aguante» (Arreglos musicales por: José Madera) | Héctor Lavoe y Ramón Rodríguez | 4:19     |  |

## Personal

### Músicos
- Voz - Héctor Lavoe
- Coros - Willie Colón, Justo Betancourt, Tito Allen y Milton Cardona
- Maracas - Héctor Lavoe y Héctor Casanova
- Güiro - Ramón Castro
- Trompetas - Ray Maldonado, Héctor "Bomberito" Zarzuela, José Jerez y Mac Gallehan "Truck"
- Trombones - Leopoldo Pineda, Reynolds Jorge y Harry D'Aguiar (En "El Son")
- Piano - Gilberto "El Pulpo" Colón
- Bajo - Sal Cuevas
- Bongo - Eddie Torres
- Congas - Eddie Montalvo
- Timbales - Nicky Marrero y Mike Collazo
- Solo de Flauta - Néstor Torres (En “Yo ‘Ta Cansa” y “Tu Bien Lo Sabes”)

### Créditos
- Productor - Héctor Lavoe
- Productor ejecutivo - Jerry Masucci
- Ingeniero de sonido – Irv Greenbaum
- Director musical - José Febles y Louie Ramírez
- Concepto de Carátula - Héctor Lavoe
- Dirección de Arte - Terry Borges
- Fotos - Dominique
- Diseño del Álbum Original - Ron Levine